# Slaktattack
Slaktattack var ett punkband från Göteborg bildade 2002. Från början bestod bandet av fem medlemmar, fr.o.m. 2004 var de sex medlemmar.
De spelade d-takt och texterna var på svenska. Medlemmarna hade tidigare varit aktiva i bl.a. Bloomcore, Jaffa De Luxe och At the Gates.
2012 hoppade trummisen Plytet av bandet och det gjorde även gitarristerna Domarn och Svanne. Slaktattack hann fylla 10 år innan bandet lade ner verksamheten.
2013 bildade Yxan, Nippa och Krea ett nytt band tillsammans med Charlie Anti Cimex och Rännan Blisterhead. Det nybildade bandet heter Wolfhour.

## Medlemmar
- Yxan - Sång
- Domarn - Gitarr
- Nippa - Bas
- Krea - Gitarr
- Plytet - Trummor
- Svanne - Gitarr

## Diskografi
- 2006 7" W/ Aktiv Dödshjälp Evigt Lidande Productions. E.L.P005
- 2007  CD Slave To Convention - A Tribute To Doom Helvetet Records. HELL009
- 2008  CD Sverigemangel Anarkopunx Records/Container Rock Produktion. APR004CD/COR007
- 2009 7" W/ Bio Crisis Hysterical Records/ Makinas Records/ Detesta Records/ La Compost Records/ Apoyo Mutuo Records
- 2009 CD W/ Antiprotokol Black Seeds Records BSR016
- 2009 CD Skitliv! D-takt & Råpunk Records DTAKT020
- 2011 CD Disclosed - A Tribute To Disclose Black Seeds Records BSR022